# Memphis Grizzlies
De Memphis Grizzlies is een basketbalteam uit Memphis, Tennessee. Ze spelen in de NBA (Southwest Division, Western Conference). Het thuishonk van de Grizzlies is het FedExForum.
In 2001 is het team van Vancouver naar Memphis verhuisd. De coach van de Grizzlies is Lionel Hollins. Op woensdag 15 maart 2011 zongen Nick & Simon het Amerikaanse volkslied voorafgaand aan de thuiswedstrijd tegen Los Angeles Clippers. In december 2021 boekte de Memphis Grizzlies de grootste zege ooit behaald in de NBA. Oklahoma City Thunder werd in Memphis verslagen met de monsterscore 152-79.
Het team stond bekend om haar 'Grit and Grind'. 

## Bekende (oud-)spelers
- Marc Gasol
- Pau Gasol
- Jason Williams
- Allen Iverson
- Juan Carlos Navarro
- Zach Randolph